# Скавпнев, Владислав Дмитриевич
Владислав Дмитриевич Скавпнев (бел. Уладзіслаў Дзмітрыевіч Скаўпнёў; род. 8 марта 2005, Минск) — белорусский футболист, нападающий клуба «Торпедо-БелАЗ».

## Карьера
Выпускник футбольной Академии АБФФ. В июле 2022 года перешёл в жодинское «Торпедо-БелАЗ», где стал выступать за дублирующий состав. В начале 2023 года футболист стал готовиться к сезону с основной командой клуба. Дебютировал за клуб 5 мая 2023 года в матче против «Слуцка», выйдя на замену на 64 минуте. В июле 2023 года футболист вместе с клубом отправился на квалификационные матчи Лиги конференций УЕФА. Однако закрепиться в основной команде клуба у футболиста не вышло, продолжая выступать за дублирующий состав, часть сезона пропустив из-за различных травм. По итогу сезона футболист вместе с клубом стал бронзовым призёром чемпионата.
В начале 2024 года футболист в составе дублирующего состава присоединился ко второй команде жодинского клуба. Дебютировал за клуб футболист 6 апреля 2024 года в матче против «Орши», выйдя на поле в стартовом составе.

## Международная карьера
Международная карьеру начал в 2019 году в составе юношеской сборной Беларуси до 15 лет. В январе 2021 года вместе с юношеской сборной Беларуси до 17 лет отправился на Кубок Развития. Дебютировал за сборную 31 января 2021 года в матче против Молдовы. Дебютный гол забил 3 февраля 2021 года в матче против Казахстана. В октябре 2021 года вместе со сборной отправился на квалификационные матчи юношеского чемпионата Европы. В ноябре 2022 года дебютировал за юношескую сборную Беларуси до 18 лет против сверстников из России. В июне 2023 года дебютировал за юношескую сборную Беларуси до 19 лет в товарищеском матче против Грузии.

## Достижения
«Торпедо-БелАЗ»
- Обладатель Кубка Беларуси: 2022/23